# Claude-Nicolas Ledoux
Claude-Nicolas Ledoux (Dormans, 21 de marzo de 1736 - París, 18 de noviembre de 1806) fue un arquitecto y urbanista francés, uno de los principales representantes de la arquitectura neoclásica.
Fue uno de los arquitectos más activos a finales del Antiguo Régimen, protegido de Madame du Barry, la amante del rey Luis XV, y autor de dos de las más importantes obras públicas de la época: la Salina real de Arc-et-Senans (declarada patrimonio de la Humanidad en 1982) y las «Barrières» de París, el cerco fiscal que la Ferme générale levantó para recaudar impuestos —entre otros la gabela, el impuesto de la sal—, una cerca de 24 km y 6 m de altura con 60 barreras o puestos de control que algunos autores consideran una de las causas que más contribuyó al descontento de la población que culminó en la Revolución francesa en 1789.
Su papel como arquitecto ha suscitado mucha controversia y pasó del reconocimiento al más absoluto desprestigio en el siglo XIX: todavía en vida, Quatremère de Quincy ya le acusaba de haber sometido la «arquitectura a géneros de tortura» y en 1832, Victor Hugo se preguntaba: «¿Acaso hemos llegado a un extremo tal de miseria que tengamos que admirar las barreras de París?». Sin embargo, a lo largo del siglo XX su figura ha sido reivindicada: en 1933, Emil Kaufmann, le señalaba como uno de los precursores de la arquitectura moderna; en los años 1960 fue considerado como un utopista; y, desde finales de los 1980, fue uno de los referentes de los postmodernos, que encontraron en él un antecedente y una fuente para sus propuestas. Junto a Étienne-Louis Boullée, Ledoux fue uno de los más destacados representantes de la arquitectura visionaria.
Aunque su carrera apenas duró 25 años —tras la Revolución apenas volvió a construir—, realizó bastantes obras, pero la mayoría de ellas fueron destruidas en el siglo XIX.
Desde 1973, el pabellón del director de la salina real de Arc-et-Senans alberga el Institut Claude-Nicolas Ledoux, miembro de la red europea de centros culturales, donde está el museo Ledoux que presenta numerosas maquetas de las obras visionarias que no fueron jamás realizadas.

## Biografía
Claude-Nicolas Ledoux nació el 21 de marzo de 1736 en Dormans —una pequeña aldea del Marne, en la región de Champaña—, hijo de Claude Ledoux, un modesto comerciante, y de Françoise Dominot. Su madre y su abuela, Françoise Piloy, le iniciaron en el dibujo, como él mismo recordó. Muy buen alumno en la escuela parroquial, obtuvo a los trece años —gracias al abad de la diócesis de Soissons— una beca para estudiar tres años en París, en el jansenita Collège de Beauvais (1749–1753).
Charles Rollin, director del colegio, tenía una gran reputación en cuanto a la calidad de la enseñanza que impartía, impregnada por igual de lecciones cristianas y de la antigüedad. Esa educación —que aunaba poesía, literaturas clásicas y moderna, dibujo, retórica, historia de las ciencias y de las artes—, regida por los principios del clasicismo y racionalismo, confirió al joven interno Ledoux todas las bondades de una educación de una persona «bien née». Además, la vía espiritual y las reglas de la vida comunitaria del internado le permitieron adquirir una fuerza de carácter de la que no dejará de hacer gala a lo largo de su carrera. Reivindicará siempre, hasta su muerte, la excelencia de esta formación fundada sobre la exaltación de las «virtudes cívicas y morales» («vertus civiques et morales») así como en la «pureza de los sentimientos» («pureté des mœurs».)
En la escuela Ledoux destacó por su destreza en el dibujo, y a partir de 1753, acabada la beca de estudios, decidió, con el fin de costear sus necesidades, entrar de aprendiz en un taller de grabado, un taller muy conocido por su dedicación a las escenas militares, en el que estará casi diez años. Su fecunda imaginación, nutrida en las lecturas de Homero, Virgilio, Ovidio, César, y en los libros de historia, encontró en esta actividad el medio de expresar y profundizar sus múltiples talentos. Sin embargo, su voluntad de perfeccionar su conocimiento del dibujo le llevó, paralelamente, a interesarse por la arquitectura y a frecuentar la célebre «École des Arts» de París, creada por Jacques-François Blondel, teórico y profesor de arquitectura. Ledoux estudió en dicha escuela libre durante cuatro años (1753-1758), aprendiendo matemáticas, dibujo, perspectiva, estereotomía, edificios militares, públicos y privados, y Blondel siempre le tuvo en alta estima. Profesor de la «Académie Royale d’Architecture», dispensaba una enseñanza que perpetuaba la promoción de una arquitectura llamada «à la française»: racional y clásica, respetuosa con los escritos de Vitruvio, y apoyada en el dogma de «los cinco órdenes clásicos» («des cinq ordres antiques»). Blondel impuso la doctrina de la caracterización del edificio:

Todas las diferentes especies de producciones que dependen de la arquitectura deben de llevar la impronta del destino particular de cada edificio, todas deben de tener un carácter que determine su forma general, y que anuncie para que es la construcción.
Toutes les différentes espèces de productions qui dépendent de la architecture devant porter l’empreinte de la destination particulière de chaque édifice, tous doivent avoir un caractère qui détermine leur forme générale, et qui annonce le bâtiment pour ce qu’il est.
Jacques-François Blondel

Sin embargo esta enseñanza —muy teórica, conservadora, impermeable al nuevo humanismo del «Siècle des Lumières»— encontró muy pronto numerosos opositores entre sus estudiantes más brillantes: Étienne-Louis Boullée, Charles De Wailly, Ledoux... Estos jóvenes, futuros arquitectos, eran particularmente sensibles al discurso de otro teórico del arte: el jesuita Marc-Antoine Laugier, autor del «Essai sur l’architecture» (1753), que abogaba por una teoría moral de las artes, en la que la arquitectura debía de educar y ser puesta al servicio del progreso de la sociedad, del bien común.
No finalizó la formación habitual de los arquitectos-artistas, más diestros con el pincel que con el buril, cuya iniciación pasaba casi siempre por la consabida estancia en la «Académie de France» en Roma (como De Wailly o Trouard). Ledoux, no se sabe si por elección propia o por carencia de medios y mecenas, nunca hizo el viaje de estudios a Italia. Sus únicas fuentes de conocimiento e inspiración de la arquitectura clásica y sus ruinas —griega y romana—, provenían del estudio de grabados, principalmente de los de Gianbattista Piranesi —que desde 1747, había comenzado a publicar Les Vues de Rome, que tuvieron gran influencia en pintores, escultores y arquitectos—, los del tratado de su maestro Jacques-François Blondel, Architecture, aparecido en 4 volúmenes (1752-1756), las láminas de la Encyclopédie —cuya primera serie se publicó entre 1751–1757— y, más adelante, del Vitrubius Britannicus de Colen Campbell (1769).
Al final de sus estudios, en 1758, Ledoux entró como aprendiz-arquitecto en el despacho de Pierre Contant d'Ivry, y más adelante trabajó en los de Jean-Michel Chevotet y Louis-François Trouard, un discípulo de Jacques-Germain Soufflot, que tras su estancia en Roma, se estableció en París en 1757, y gracias a quien Ledoux descubrió la arquitectura antigua, especialmente los templos de Paestum, y la obra de Palladio. Las enseñanzas de Soufflot, que basaba el arte de construir en una simbiosis arquitectónica entre Naturaleza y Antigüedad, dejaron una profunda huella en Trouard y también en Ledoux, para quien esa lección constituirá una de las bases de las reflexiones sobre su oficio e influyó en la evolución de su estética.
Contant y Chevotet encarnaban dos de los despachos representantes del estilo Luis XV, la corriente dominante en Francia entre 1730 y 1760, que aunque en trance de pasar de moda, le procuraron relaciones útiles entre sus ricas clientelas: gracias a Contant d'Ivry, Ledoux entró en contacto con el barón Crozat de Thiers, que en 1766 le confío el acondicionamiento de un apartamento en su edificio de la plaza Vendôme; en el despacho de Chevotet, conoció al presidente Hocquart de Montfermeil y gracias a ello entró en su círculo y conoció a su hermana, Madame de Montesquiou.

### Las obras de juventud (1762-1970)
En 1762, a los 25 años, el joven Ledoux realizó su primer encargo: la redecoración del parisino café Godeau, situado en la rue Saint-Honoré y que era muy frecuentado por oficiales (a veces por eso se le llama Café Militar). Realizó un soberbio y muy aplaudido trabajo que se conserva en el Museo Carnavalet desde 1969: sobre los muros, adosó unas pilastras, formadas por haces de lanzas coronadas por cascos a guisa de capiteles; entre las pilastras, alternó espejos y anchos paneles de madera ricamente tallados y ornados con trofeos de armas, según dibujos propios, originales y audaces.

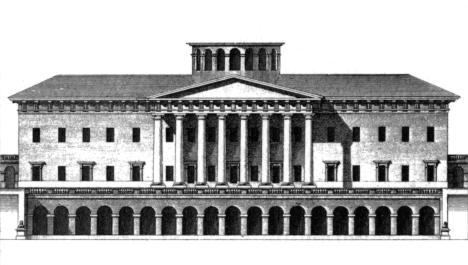
Château de Mauperthuis, 1763 (destruido)

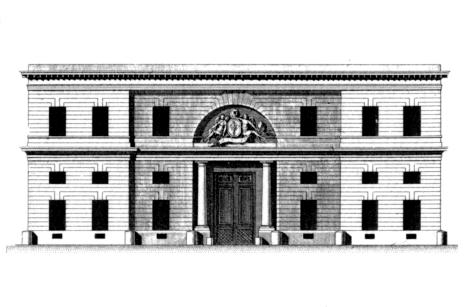
Hôtel d'Hallwyll, 1766. Alzado de la fachada a la calle Michel-le-Comte.

El año siguiente, el marqués Anne-Pierre de Montesquiou-Fézensac llamó a Ledoux a su vasto dominio de Mauperthuis, en la región de Brie, a unos 60 km de París. El arquitecto reconstruyó y embelleció el castillo situado en la cima de una colina, para el que dispuso un gran pórtico jónico, creó unos juegos de agua alimentados por un acueducto, levantó varias nuevas edificaciones: una orangerie, una faisanería, un pabellón para los guardas y otras dependencias de las que solo subsisten hoy algunos vestigios. En Mauperthuis conoció a muchos de sus futuros protectores, además de artistas como el pintor Hubert Robert, el poeta abate Delille o el arquitecto Brongniart, todos francmasones y preocupados por la reforma de la agricultura y del teatro, dos temas que ocuparán la mente de Ledoux.
Para el presidente Hocquart construyó en 1764 en la Chaussée d'Antin un pabellón de estilo palladiano ornado, como el castillo de Mauperthuis, de un orden colosal, forma que Ledoux debió de declinar frecuentemente, y que condenaba en principio la estricta tradición francesa, fiel al principio de superposición de órdenes.
El 26 de julio de 1764, en la iglesia de San Eustaquiode París, Ledoux se casó con Marie Bureau, hija del músico del rey, Joseph Grégoire Bureau, que le servirá para consolidar sus relaciones con el ambiente de la corte. Un amigo champenois, Joseph Marin Masson de Courcelles, le consiguió una plaza de arquitecto-ingeniero de Aguas y Bosques de la maîtrise de Sens (en el norte de Borgoña) (architecte-ingénieur des Eaux et Forêts) en sustitución de Claude-Louis Daviler. Por cuenta de esta administración trabajó, entre 1764 y 1770, en reparar o construir dependencias de ámbito forestal, como iglesias, puentes, pozos, fuentes, escuelas, en la Tonnerrois, en el Sénonais y el Bassigny. Entre los testimonios conservados de esta actividad se pueden citar el puente de Marac, el puente Prégibert en Rolampont, las iglesias de la Asunción en Fouvent-le-Haut, de Roche-et-Raucourt-sur-Vannon, de Saint-Pierre-Aux-Liens en Rolampont, de Saint-Barthélémy en Cruzy-le-Châtel (nave, colaterales y primer orden de la portada) y el coro de Saint-Étienne de Auxerre.
Ledoux, dando prueba de un hacer riguroso, no puntúa menos estos edificios de arquitectura tradicional de algunas citas decorativas dóricas pero muy ligeras.
En París, Ledoux se dio a conocer en 1766 con el Hôtel d'Hallwyll, en el barrio del Marais. Los encargantes, Franz-Joseph d'Hallwyll, coronel de los Suizos y su mujer, Marie-Thérèse Demidorge, velaban de cerca los gastos. Ledoux debió de reutilizar una parte de las edificaciones existentes e ideó dos columnatas de orden dórico que conducían a un ninfeo, ornado con urnas invertidas a guisa de jardín, ya que la exigüidad de la parcela no permitía acondicionar uno. Ledoux hizo pintar una columnata en «trompe l'œil» sobre el muro ciego del vecino convento de los Carmelitas, al otro lado de la rue de Montmorency, a fin de prolongar la perspectiva, un procedimiento ingenioso que llamó mucho la atención y sorprendió a sus contemporáneos.
Este edificio, relativamente modesto, le permitió obtener en 1767 un encargo mucho más importante, el lujoso Palacete de Uzès, encargado por François Emmanuel de Crussol, 9.º duque de Uzès, para ser construido en París, en la rue Montmartre. Ledoux conservó aquí también parte de un edificio más antiguo. Las carpinterías del salón de compañía, esculpidas por Joseph Métivier y Jean-Baptiste Boiston, se conservan en el Museo Carnavalet y constituyen un ejemplo precoz de estilo neoclásico.
El château de Bénouville, emplazado al norte de Caen (Calvados), fue construido en 1768-1769 para Hyppolite-Francçois Sanguin, marqués de Livry, que deseoso desde hacía tiempo de construir un castillo pensó en Ledoux, a quien ya conocía de París. El arquitecto le propuso adoptar de partida una ruptura con los «châteaux traditionnels» de la campaña normanda: prescindir de las mansardas y disponer las cubiertas ocultas detrás de un ático. Además realizó muchas otras innovaciones, como la soberbia escalera de honor rematada por una cúpula que conduce al primer piso o el tratamiento de las fachadas mayores, con el progresivo retranqueo de los tramos más extremos. Con sus volúmenes masivos, su amplio peristilo, el château de Bénouville es la más importante de las obras de juventud de Ledoux. Aunque Ledoux parece que solo estuvo en Bénouville en abril de 1774, una vez que el grueso de las obras había finalizado y los trabajos de decoración y de amueblamiento interior ya estaban en curso. Ledoux dirigió la obra, que se finalizó totalmente en 1780, desde París, por mediación de maestros de obras que se desplazaban a la capital y seguían sus precisas instrucciones.
Ledoux hizo un viaje a Inglaterra en los años 1769-1771 donde pudo familiarizarse con el palladianismo, y sus figuras obligadas tales como las serlianas, que luego usara. Construyó numerosos pabellones de estilo palladiano, de volumen generalmente cúbico y ornados de un peristilo que daba apariencia incluso a construcciones de pequeña porte.
En 1770 Ledoux vio reconocida su fama como arquitecto de moda con el encargo de sendos palacetes para dos de las cortesanas más conocidas por entonces de París: la Guimard y la Du Barry, protegida del rey. La Guimard, una de las más conocidas bailarinas de todo el siglo XVIII que durante 25 años fue la estrella indiscutible de la Ópera, quiso construirse en la Chaussée d'Antin una nueva casa, en un momento en que en su teatro de Pantin se daban cita los grandes señores, los enciclopedistas, los «beaux esprits» de la época. El palacete, como ella lo llamaba "Temple de Terpsichore", fue inaugurado el 8 de diciembre de 1772, poniendo fin a los espectáculos de Pantin. Una cena prevista en el palacete fue prohibida por el arzobispo de París: las vituallas del banquete de cien cubiertos fueron entonces llevadas al cura para que las repartiera entre los pobres, y este festín no celebrado se llamó el «Souper des Chevaliers de Saint-Louis», a causa de los cinco luises, precio de la cotización…
Entre otras magnificencias, el edificio tenía un teatro capaz para 500 personas. Después de las funciones de ballet de la ópera, mademoiselle Guimard daba como distracción comedias representadas por la élite de los pensionarios del rey.
La Du Barry, recientemente promovida a favorita del rey (1765), también quiso construirse un pabellón de música en los jardines del château de Louveciennes, que fue inaugurado el 2 de septiembre de 1771, un palacete al que Goncourt llamó «palacete-tocador» en su obra, «La Du Barry» (Flammarion, 1932). Ledoux se convirtió en el arquitecto favorito de la Du Barry y en el centro de su política cultural que intentaba romper el monopolio ejercido en las artes por Madame de Pompadour, la anterior favorita del rey. La Du Barry empleó a Ledoux en la construcción del hôtel des equipagges de Versalles, en el trazado de los planos de varios palacios en Louveciennes, y en París y en 1774, después de su exilio, le encargó un castillo más modesto en Saint-Vrain de Arpajon.
Estos dos encargos permitieron a Ledoux conocer a un gran número de nuevos mecenas: al duque de Chartres, que le encargará las barreras de París; a Federico II, landgrave de Hesse-Kassel, que le invitó a conocer su capital y a José II, hermano de María Antonieta, que será el principal subscriptor de su Architecture.
Otros encargos de esta época fueron la casa de Mlle. Saint-Germain, en la rue Saint-Lazare: el pabellón de Attilly, en el faubourg Poissonnière; y el pabellón del poeta Saint-Lambert en Eaubonne.

Dos palacetes para dos cortesanas
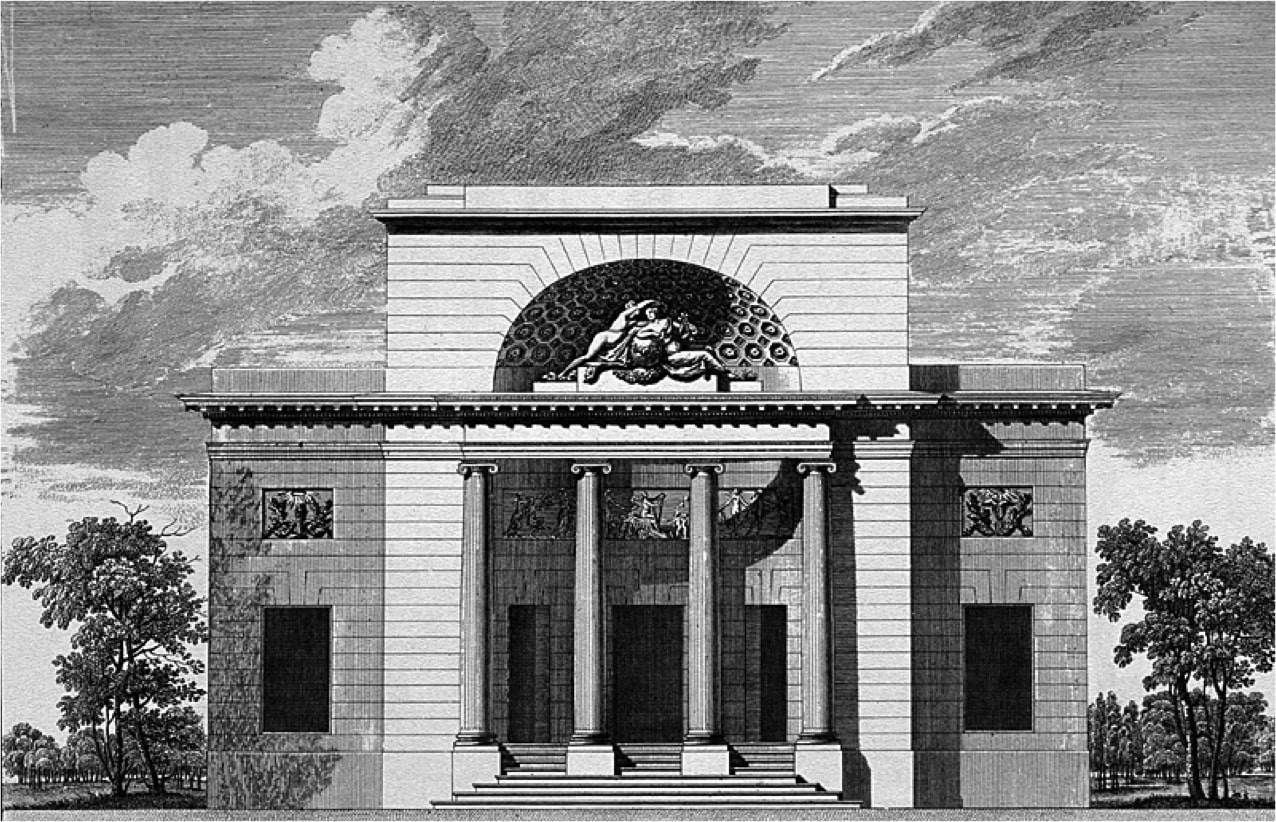
Hôtel de Mlle Guimard.
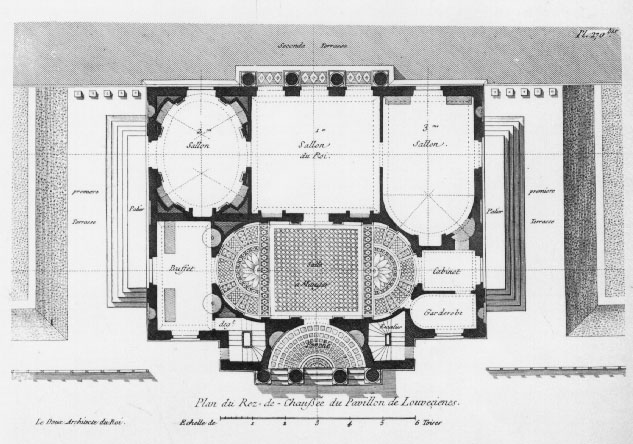
Pavillon de Mme du Barry - Louveciennes
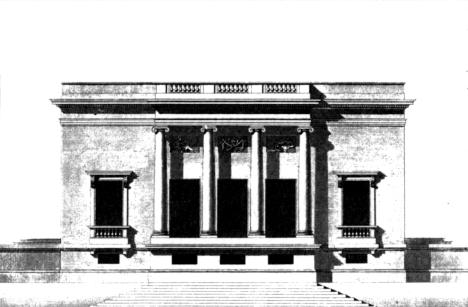
Pavillon de Mme du Barry - Louveciennes
Retrato de Guimard, por Fragonard

### La madurez
Una vez afirmada su reputación, Ledoux comenzó a construir edificios mucho más ambiciosos, como el Palacete de Montmorency en la Chaussée d'Antin, que incluía en la fachada principal un gran pórtico de ocho columnas de orden jónico, sobre un basamento rústico, con un tejado a la italiana ornado de estatuas de ocho condestables. Pero, constatando el empobrecimiento relativo de la nobleza, buscaba acercarse a los círculos financieros, con medios mucho más considerables.
Al mismo tiempo, seguía de cerca las operaciones de las administraciones y pensaba ponerse a su servicio, no desdeñando trabajos en la frontera entre las competencias del arquitecto y las del ingeniero. Gracias a la protección de Madame du Barry, Ledoux se convirtió en comisario de las Salinas del Este (Franco-Condado, Lorena y los Tres Obispados), en las que la modernización estaba comprometida con la continuación de la construcción del canal de Borgoña. Fue a continuación promovido en 1771 a inspector de las salinas del rey para el Franco-Condado y la Lorena («inspecteur des Salines du Roi, pour la Franche-Comté et la Lorraine»).

#### La salina real de Arc-et-Senans (1774-1779)

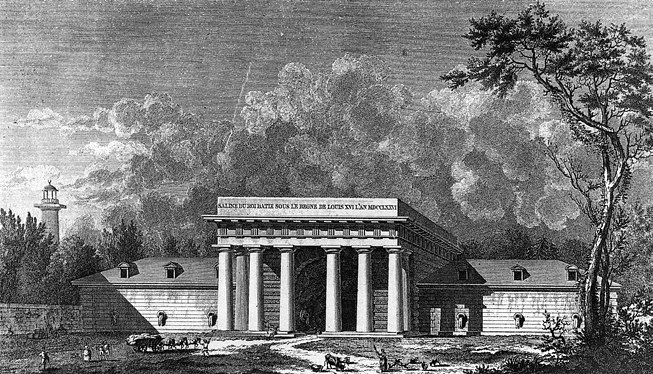
Salina real de Arc-et-Senans, pabellón de entrada.

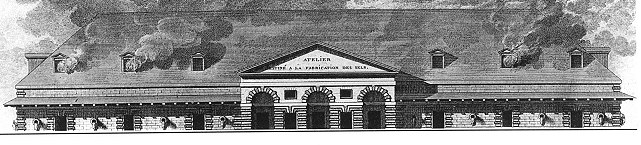
Salina real de Arc-et-Senans, factoría de fabricación

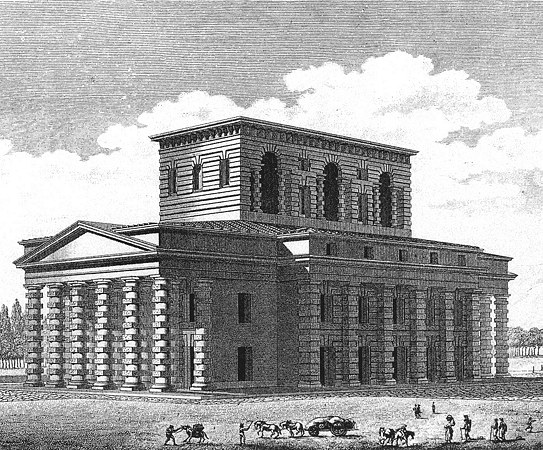
Salina real de Arc-et-Senans, proyecto para el pabellón del director.

La sal era, otra vez, una mercancía esencial ya que servía como conservante de ciertos alimentos como la carne o el pescado. Su consumo soportaba un elevado impuesto impopular, la gabela, percibido por la Ferme générale. En el Franche-Comté, por el hecho de la existencia en el subsuelo de filones de sal gema, se encontraban pozos salados de los que se extraía la sal por ebullición en calderas alimentadas con madera.
En Salins-les-Bains o en Montmorot, se habían construido las calderas cerca de los pozos y se necesitaba la madera de los bosques vecinos. Cerca del primero de estos lugares, los fermiers généraux decidieron experimentar otro método: construir una fábrica de extracción de sal en las proximidades del bosque de la Chaux, en un lugar llamado el Valle del Amor, entre las villas de Arc y de Senans, y conducir hasta allí el agua salada por una canalización.
Construida entre 1774 y 1779, la Salina real de Arc-et-Senans, de la que los planos fueron aprobados por Luis XV y por Trudaine, es la obra maestra de Ledoux. Se puede llegar a ella por una ruta rectilínea trazada a través del bosque de Chaux. La entrada, precedida por un peristilo de orden dórico, donde las proporciones masivas, de aspecto arcaizante, fueron copiadas de Paestum, es alojada en una gruta que da la impresión de penetrar en una mina de sal. La alianza de columnas, motivo arquetípico del neoclasicismo, y de la gruta ornada de concrétions, que evoca las creaciones del Renacimiento, marca la oposición, pero también la articulación, entre las fuerzas elementales de la naturaleza y el genio organizador del hombre, que traduce las reflexiones del siglo XVIII —se piensa especialmente en Jean-Jacques Rousseau— de la relación entre la técnica y la naturaleza.
La entrada conduce a un amplio espacio semicircular rodeado de diez edificios que se ordenan en la semi-circunferencia y en su diámetro. En la parte circular se encuentran la toneladora, la fragua y los dos edificios de habitaciones para los obreros; en la parte rectilínea, los talleres de extracción de sal (o bernes) alternan con los edificios administrativos de los que, en el centro, está el pabellón del director, que albergaba originalmente la dirección y la capilla.

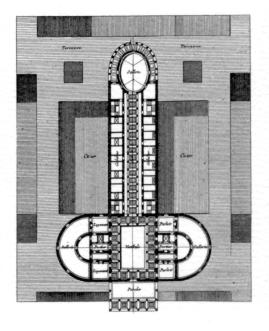
Oikema. La casa de la Pasión y de los placeres

La significación de esta planta es ambivalente: el círculo, figura perfecta, evoca la armonía de la Ciudad ideal, el lugar de concordia en el trabajo común, pero recuerda también las teorías contemporáneas de organización y vigilancia, particularmente el panoptismo de Jeremy Bentham.
También construyó un edificio para la educación llamado Oikema o La casa de la Pasión y de los placeres. Aquí resulta más que evidente lo que es denominado arquitectura parlante, que según Ledoux debía manifestar, desde el exterior, a través de su forma, a qué se dedicaba el edificio o el personal que habitaba en él.
La salina tuvo dificultades para entrar en una fase de producción industrial rentable, en razón de la concurrencia de pantanos salinos. Después de algunos ensayos poco fructíferos, se debió cerrar definitivamente a causa de la Revolución francesa en 1790. El sueño de la terminación de una manufactura, concebida a la vez como una residencia real y una nueva ciudad, llegó a su fin.

Salina real de Arc-et-Senans (proyecto)
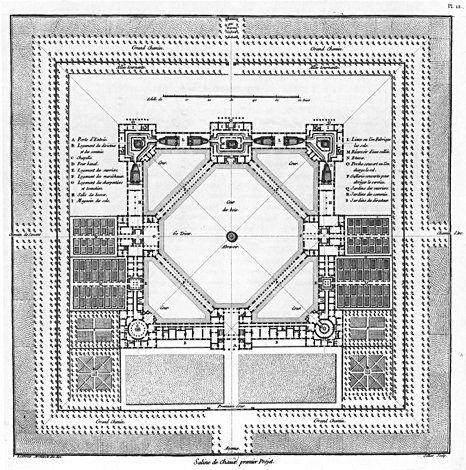
Planta general del conjunto. Primer proyecto
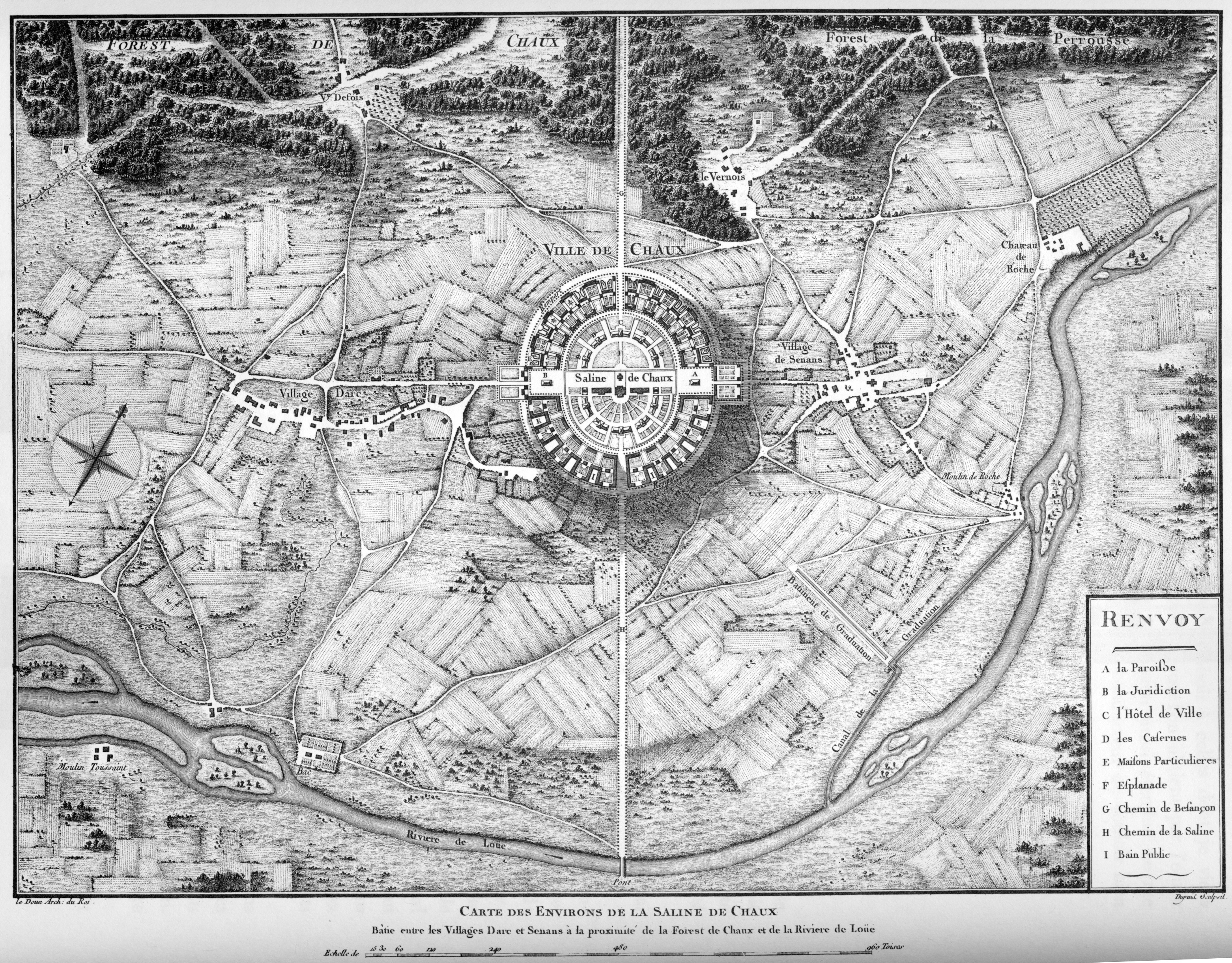
Planta del conjunto. Segundo proyecto
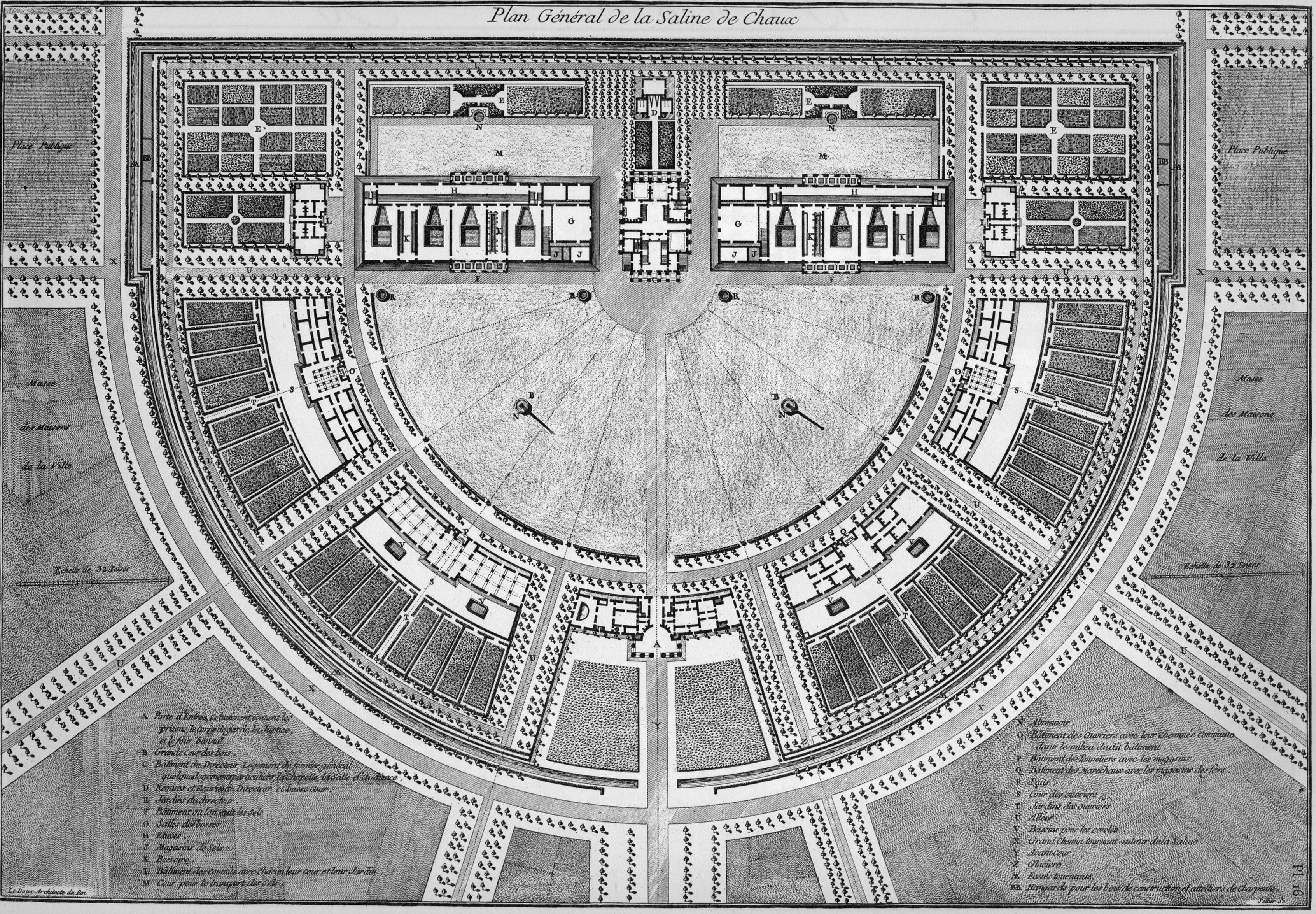
Planta del conjunto. Proyecto final.
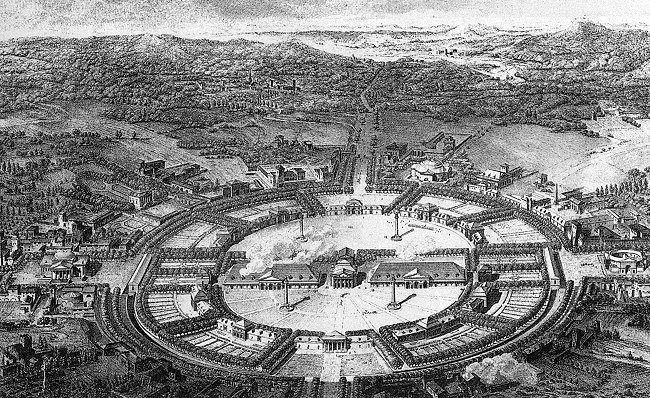
Vista de la ciudad de Chaux, con la salina en el centro

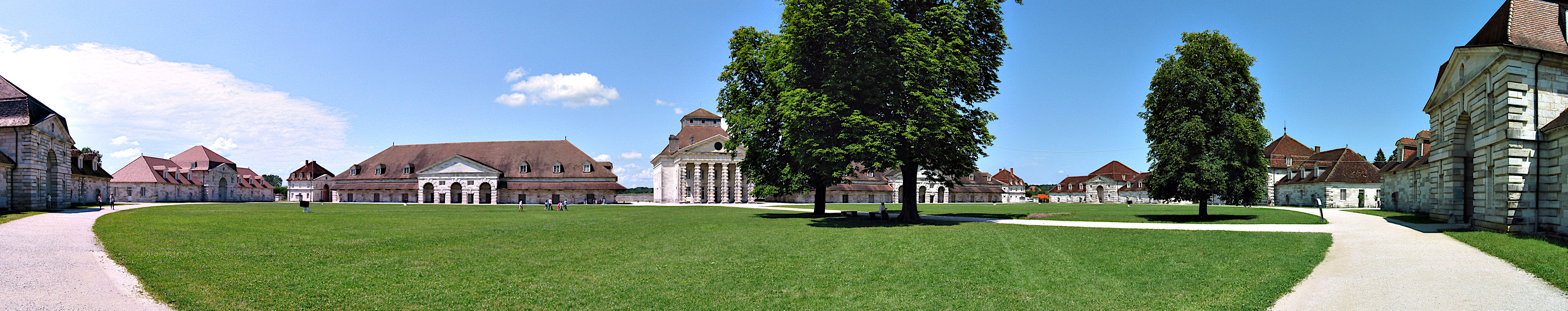
Conjunto de edificios.

Salina real de Arc-et-Senans (realización)
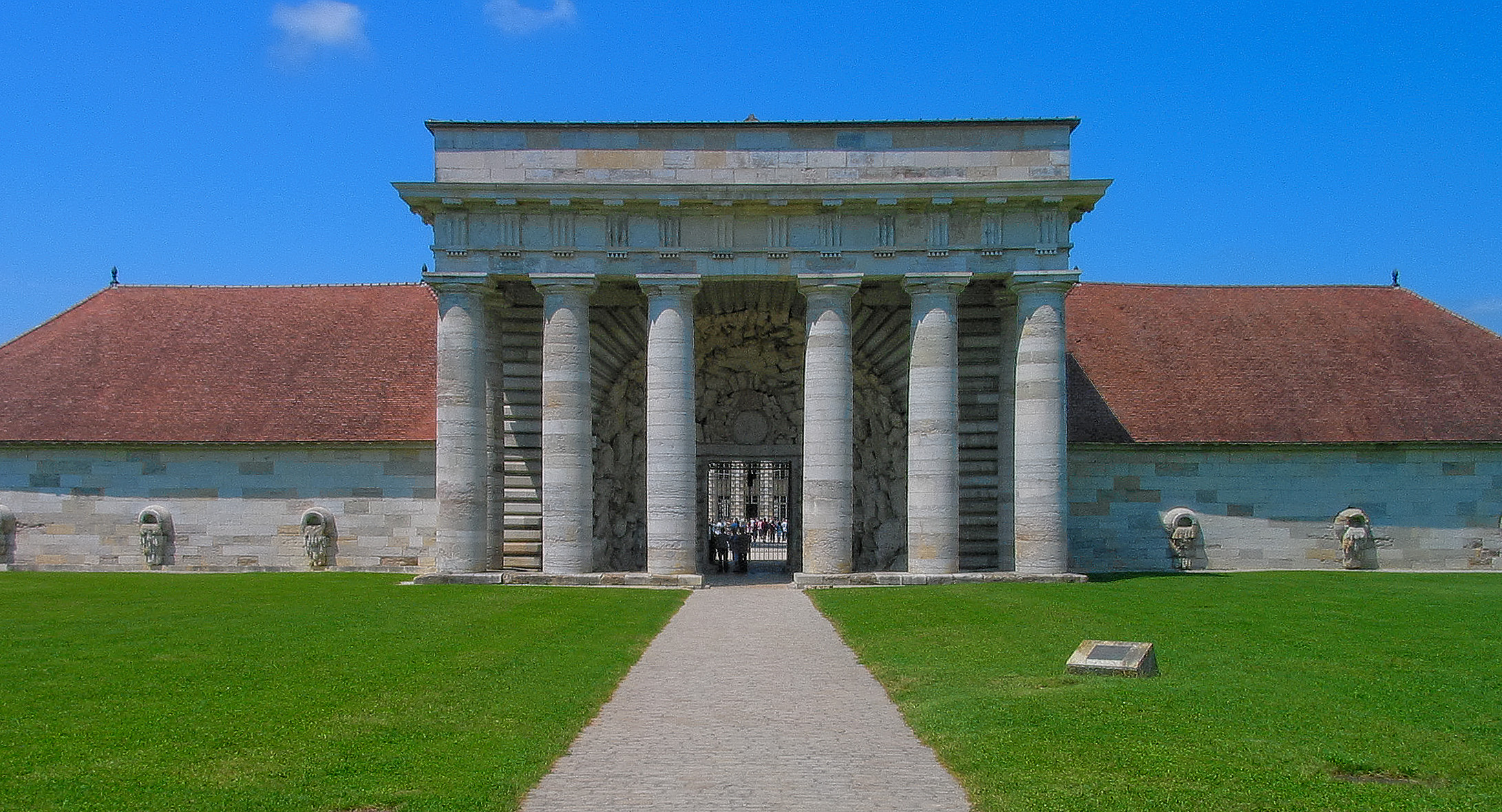
Pabellón de entrada
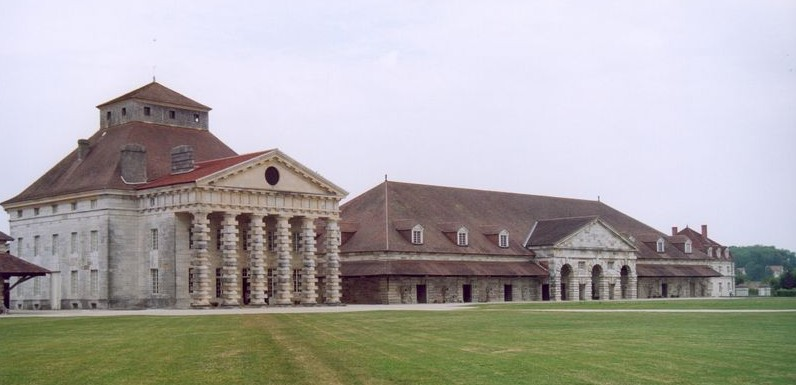
Interior del recinto
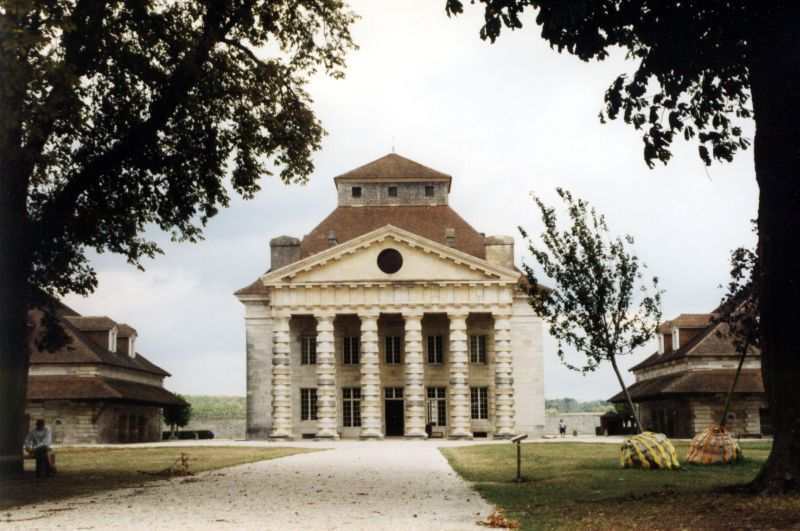
Pabellón del director
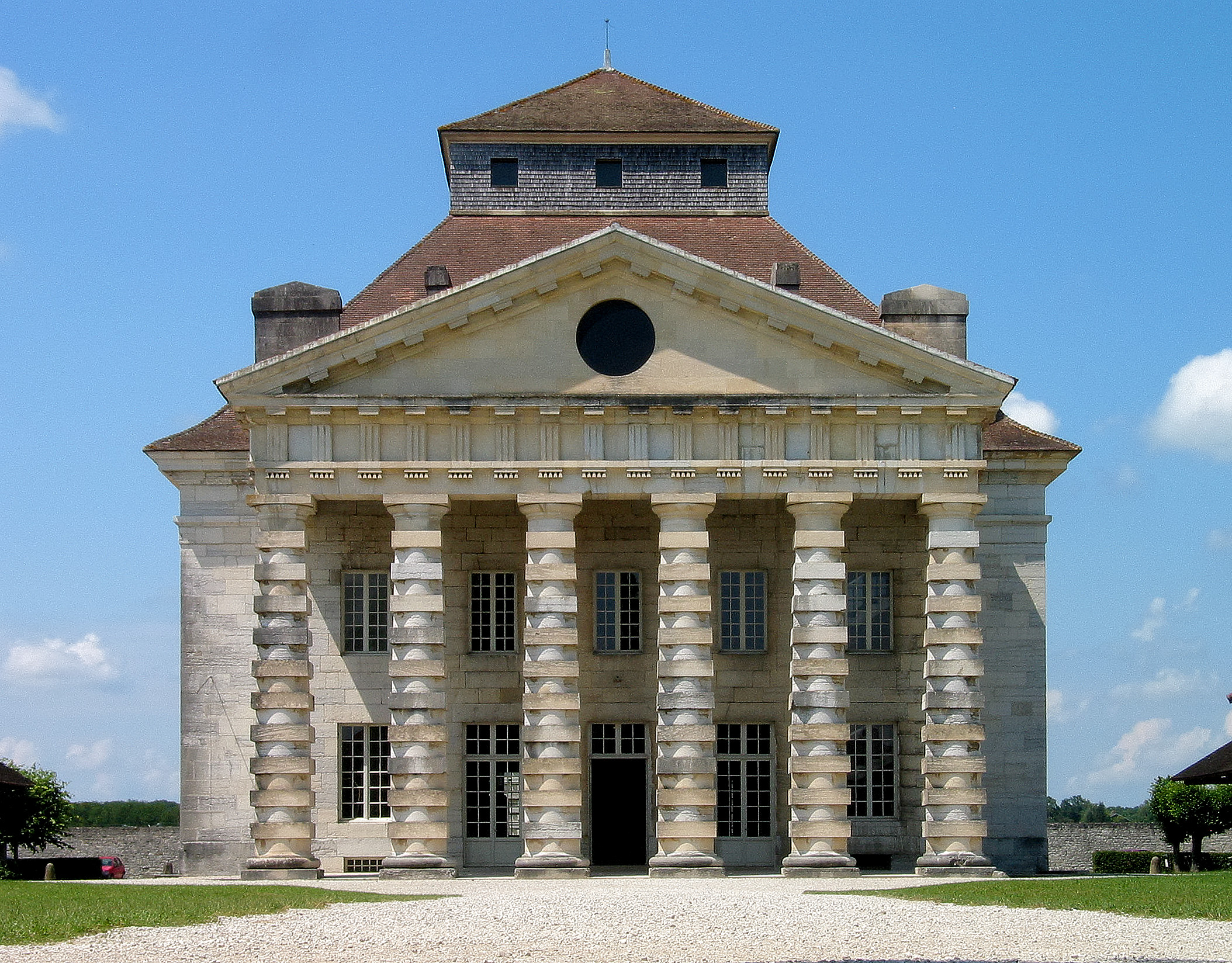
Pabellón del director
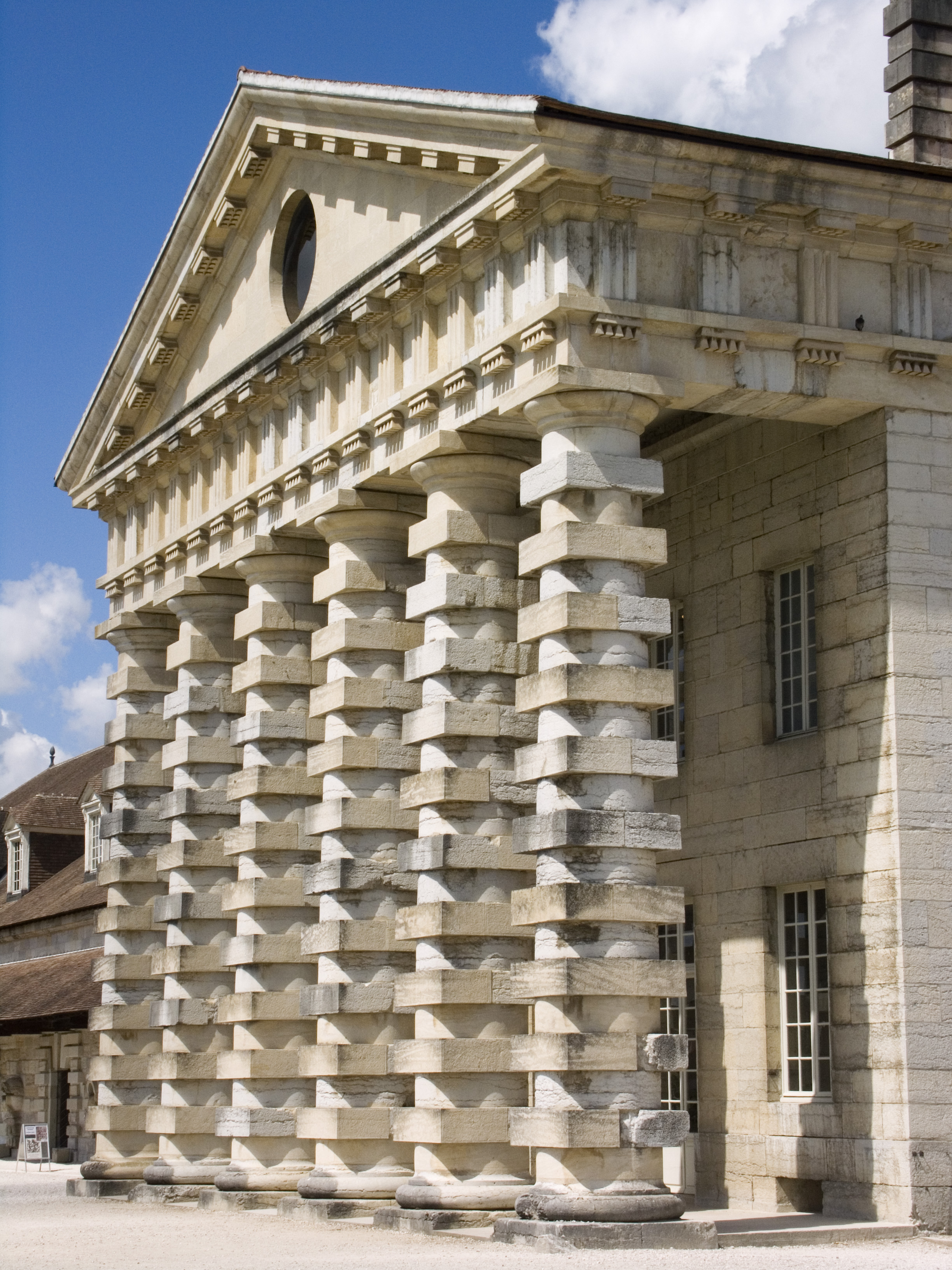
Pórtico del Pabellón del director

#### El teatro de Besançon

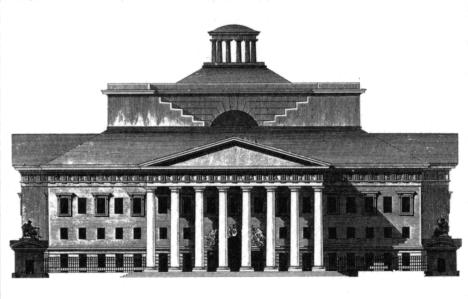
Proyecto de palacio de justice d'Aix-en-Provence

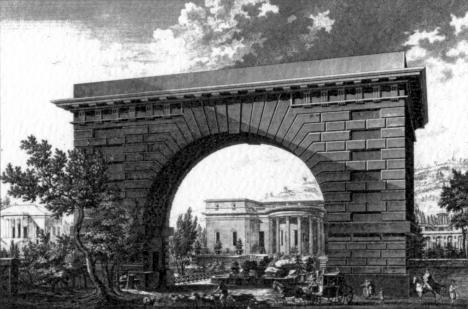
Hôtel de Thélusson, 1778

Gracias a sus frecuentes estancias en el Franco Condado en razón de sus funciones, Ledoux fue elegido para construir el teatro de Besançon. Las salas de espectáculos públicos en ese momento todavía eran poco numerosas en Francia.
Hasta entonces, lo habitual era que solamente los nobles estuvieran sentados y que el pueblo permaneciera de pie. Esta característica fue la que levantó críticas hacia Ledoux, quien concebía el teatro como una comunión de todos los espectadores, con un carácter casi religioso. Ledoux encontró en el intendente del Franco Condado, Charles André de La Coré, un espíritu iluminado que estaba dispuesto a seguir sus propuestas innovadoras. Así el teatro de Besançon fue el primero en que el patio contó con butacas destinadas a los abonados. Los oficiales se instalaban en el primer balcón, la nobleza ocupaba los primeros palcos y la burguesía los segundos, mientras que el pueblo tenía plazas con asiento en la platea: así el teatro podía ser a la vez lugar de comunión y también reflejo de una estricta jerarquía de clases.
Con la ayuda del tramoyista Dard de Bosco, alumno de Servandoni, Ledoux dio volumen a la caja escénica y le incorporó todos los avances técnicos de la época. Fue el primero en ocultar a los músicos en un foso para orquesta.
El edificio fue inaugurado en 1784 y recibió grandes elogios. Sus días terminaron el 26 de abril de 1958, cuando se reconstruyó de forma diferente. Ledoux presentó a continuación un proyecto para el teatro de Marsella que fue rechazado. En 1784, se preferirá a Pierre-Adrien Pâris para la construcción del nuevo ayuntamiento de Neuchâtel. El proyecto espectacular que concibió para el Palacio de Justicia y la prisión de Aix-en-Provence empezó a ejecutarse en 1786, tras muchas dificultades, pero fue interrumpido por la Revolución francesa cuando los muros no superaban la altura de la planta baja.
Iniciado en la francmasoneria mística, Ledoux participó, con su amigo William Beckford, en misteriosas ceremonias. La logia femenina de la Candeur se reunía en el palacete que él había construido, en la rue des Petites-Écuries]], para Mme. d'Espinchal. Estaba en ese momento también introducido en el mundo de las finanzas. Para el tesorero de los maréchaussées, Praudeau Chemilly, diseñó el parque de Bourneville, cerca de La Ferté-Milon. Para la viuda del banquero genovés Thélusson, antiguo asociado de Necker, construyó en la Chaussée d'Antin un palacete que todo París fue a visitar: emplazado en el corazón de un jardín paisaje, se abría a la rue de Provence por un inmenso porche en forma de arco triunfal con piles surbaissées; los vehículos entraban hasta el interior del palacete por un pasaje circular y el salón central, igualmente circular, tenía en su centro un roquedo que envolvía una columnata.
En la rue Saint-Georges, para el criollo Hosten, Ledoux construyó también un conjunto de inmuebles dispuestos según un principio constructivo que podía desarrollarse hasta el infinito. En la rue Saint-Lazare, alrededor de un almacén de comercio, dibujó los jardines de Zéphyr y de Flora, de los que Hubert Robert ha fijado la apariencia.

Otros proyectos
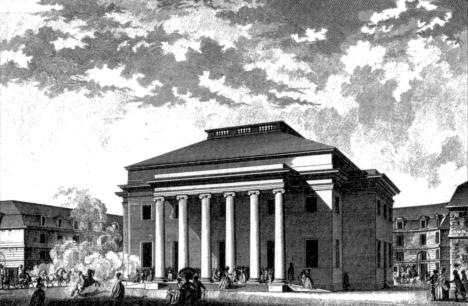
Teatro de Besançon (1784)
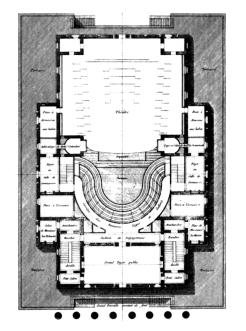
Marsella, proyecto de teatro (planta)
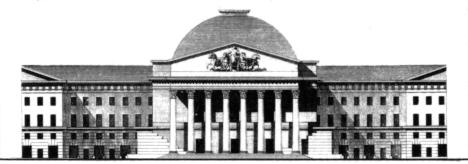
Marsella, proyecto de teatro (alzado)

#### El arquitecto de la ferme générale
En el resto de sus trabajos del Franco-Condado,, Ledoux se convirtió en arquitecto de la Ferme générale. Para esta compañía, construyó un granero de sal en Compiègne y emprendió la construcción de una gran sede central en París, en la rue du Bouloi.
Con Charles Alexandre de Calonne como «contrôleur général des finances», la Ferme obtuvo, según una idea del químico y fermier général Lavoisier, la autorización para elevar una barrera alrededor de París para limitar el contrabando que ocasionaba una evasión importante de los derechos de tributo: fue el famoso muro de los fermiers generales (mur des Fermiers généraux), de 6 metros de altura y que debía tener 6 leguas de contorno (24 kilómetros) y requería 60 barreras de recaudación. Ledoux fue encargado de levantar los edificios, que bautizó pomposamente como «les Propylées de Paris» y a los que quiso dar un carácter de solemnidad y magnificencia poniendo en práctica sus ideas sobre las relaciones necesarias entre la forma y la función.
Para acallar las protestas de la población parisina, la operación fue emprendida a tambor batiente: 50 barreras de cobro de tributos fueron construidas entre 1785 y 1788. La mayor parte fueron destruidas en el siglo XIX; de ellas subsisten muy pocas, de las que la Rotonda de la Villette y la de la plaza Denfert-Rochereau son las únicas que no han quedado desnaturalizadas. En algunos casos, la puerta estaba encuadrada entre dos edificios idénticos; en otros, no requería más que un único edificio. Las formas se limitaban a algunos grandes tipos: la rotonda —Monceau, Reuilly—, la rotonda sobrepuesta a una cruz griega —La Villette, La Rapée—, el cubo de cuatro peristilos —Picpus—, el templo griego —Gentilly, Courcelles—, la columna —le Trône—. En la Étoile, los pabellones, flanqueados de columnas hacen alternar los elementos cúbicos y cilíndricos, evocando el edificio de dirección de Arc-et-Senans; en la barrera de Bonshommes, un ábside abierto con un peristilo recuerda al pabellón de la du Barry y al palacete de la Guimard. El orden empleado fue generalmente el dórico griego. Ledoux había igualmente multiplicado los almohadillados rústicos.
Las críticas de orden político dirigidas a esta construcción audaz se centraron en reparos estéticos para el arquitecto, acusado de haberse tomado excesivas libertades con los cánones antiguos, con críticos como Dulaure o Quatremère de Quincy. Bachaumont denunció un «monument d'esclavage et de despotisme». En su Tableau de Paris (1788), Louis-Sébastien Mercier estigmatiza «les antres du fisc métamorphosés en palais à colonnes», y exclamó: «Ah! Monsieur Ledoux, vous êtes un terrible architecte!». Ledoux, pasto de la opinión pública, fue destituido de sus funciones en 1787 cuando Necker, que sucedió a Calonne, desaprobó la empresa.

Las «barreras» de París
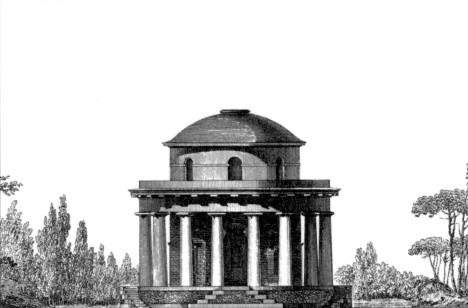
Rotonda de Chartres
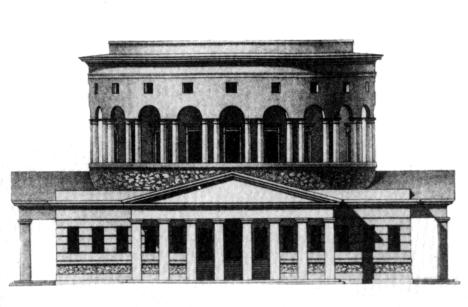
Barrera Saint-Martin
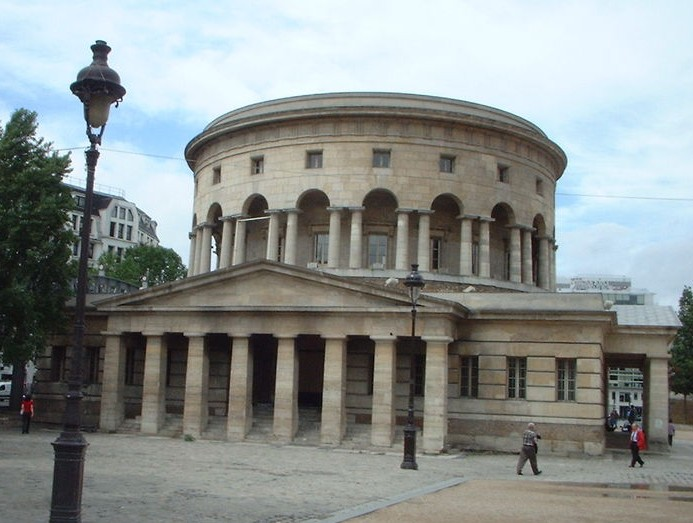
Rotonda de la Villette
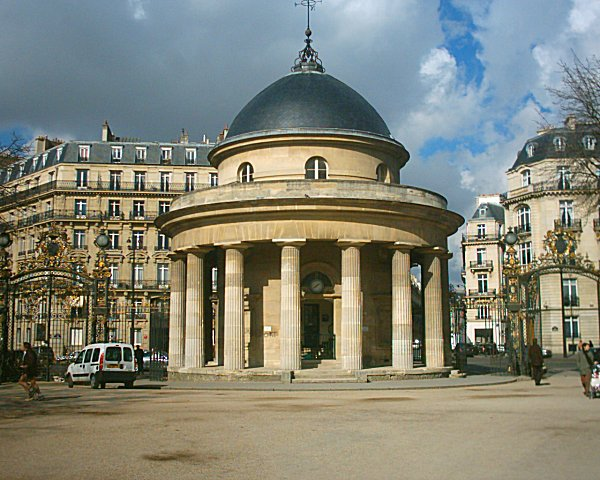
Rotonda Parc Monceau
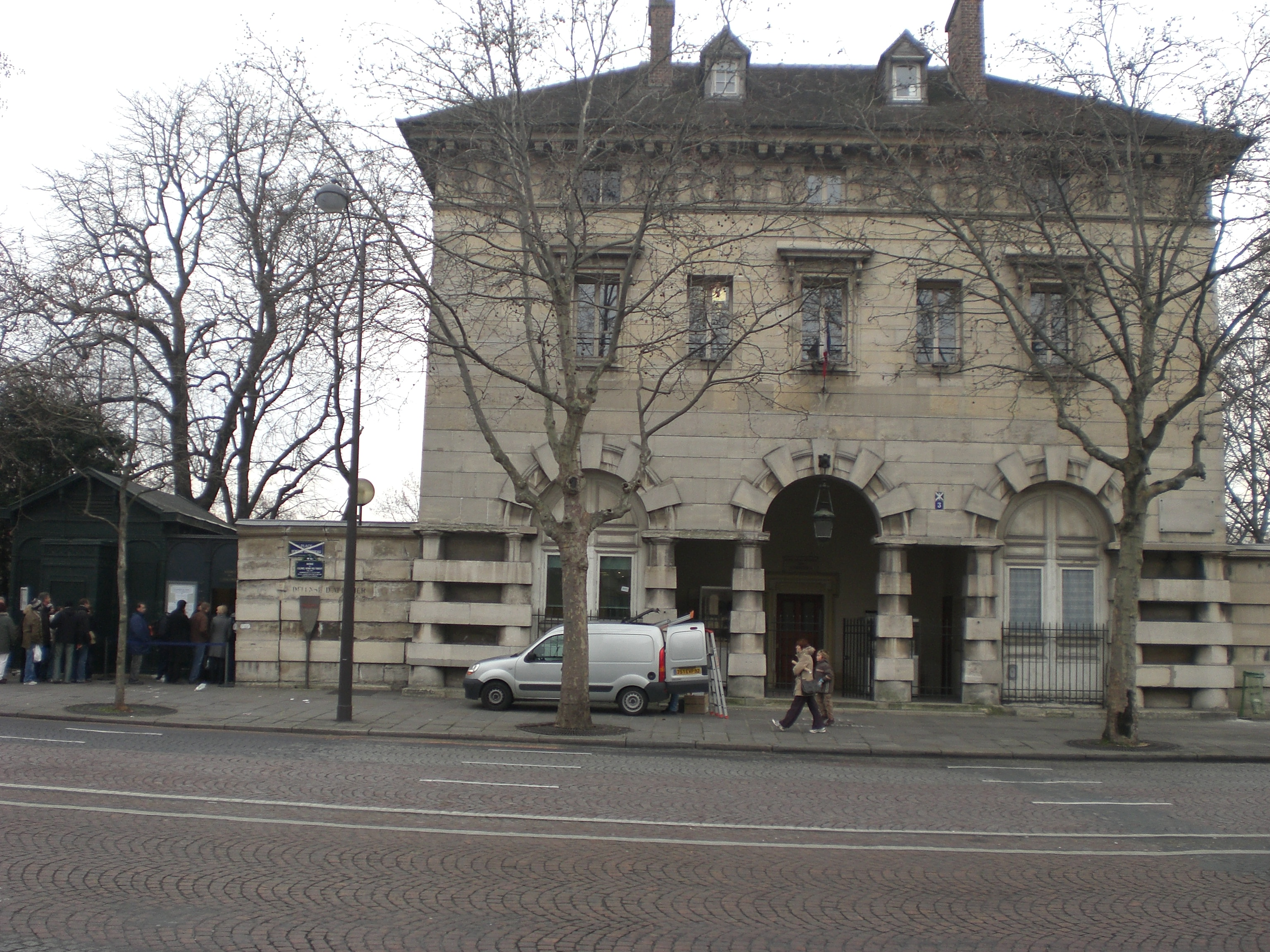
Rotonda plaza Denfert-Rochereau

### Los tiempos difíciles
En ese momento, los trabajos del Palacio de Justicia de Aix-en-Provence fueron suspendidos y Ledoux fue acusado de llevar al Tesoro a gastos desconsiderados. Cuando la Revolución estalló, su rica clientela tomó el camino de la emigración o pereció en la guillotina. Ledoux vio su carrera y sus proyectos parados incluso vio los primeros golpes de piqueta se ensañaron sobre el recinto ya disuelto de los fermiers généraux: si, desde junio de 1790, la Ferme générale había podido instalar a sus empleados en los pabellones de Ledoux, el tributo fue suprimido en mayo de 1791, siendo la obra inútil. Símbolo pese a él de la opresión fiscal, Ledoux, que había conseguido una bonita fortuna y llevaba un alto tren de vida, fue arrestado el 29 de noviembre de 1793 por el comité revolucionario del Faubourg du Nord y llevado a la prisión de la Force. Fue acusado de haber trabajado para Madame du Barry y de no haber aplaudido sinceramente en la ejecución de Luis XVI.
Realizó todavía un proyecto de escuela de agricultura para el duque de Duras, su compañero de cautividad. Pudo ser gracias a la intervención del pintor Jacques Louis David, yerno del contratista Pécoul, considerablemente enriquecido en la construcción de las barreras, lo que le evitó la guillotina. Pero perdió a su hija preferida mientras que su otra hija le demandaba en un largo proceso por la herencia de su madre.
Ledoux fue liberado, dejó de construir y se dedicó a preparar la publicación de su obra completa. Desde 1773 había comenzado a hacer grabar sus construcciones y proyectos pero, en razón de la evolución de su estilo, no cesaba de retocar sus dibujos y los grabadores debían rehacer constantemente sus planchas. Ledoux evolucionó hacia una arquitectura siempre más detallada, colosal, con amplias paredes cada vez más lisas, con huecos cada vez más y más raros, etc.
Durante su aprisionamiento, había comenzado a redactar un texto para acompañar los grabados. Solo el primer volumen apareció mientras vivía, en 1804, con el título de «L'Architecture considérée sous le rapport de l'art, des mœurs et de la législation». Presenta el teatro de Besançon, la Salina real de Arc-et-Senans y la villa de Chaux.
Claude Nicolás Ledoux murió en París 18 de noviembre de 1806, cuando contaba setenta años.

### El utopista
Las innovaciones estéticas de la arquitectura de Ledoux se muestran en su libro L ’Architecture considérée sous le rapport de l’art, des moeurs et de la législation (La Arquitectura vista desde la relación del arte, de las costumbres y de la legislación, 1804).

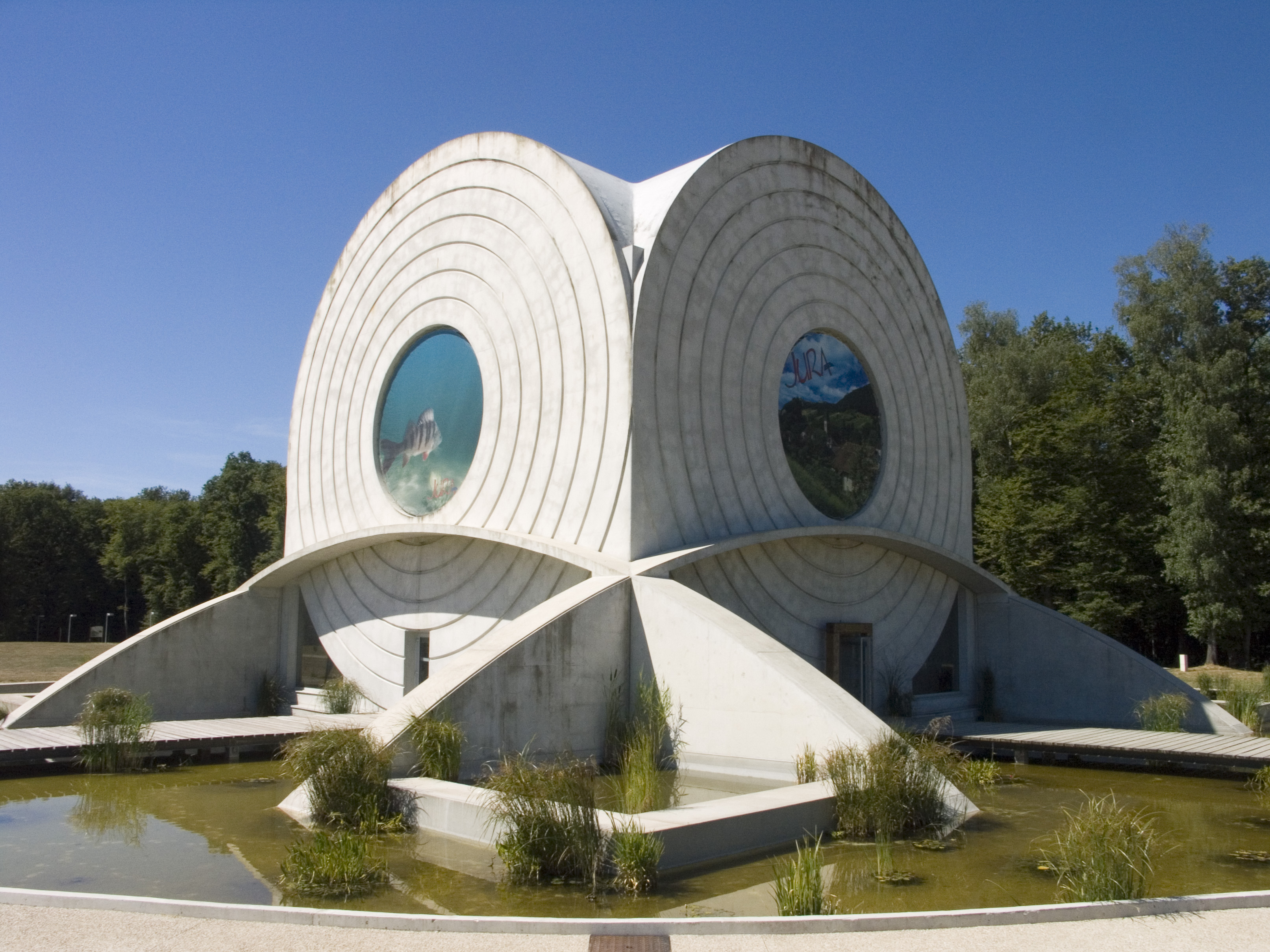
Vivienda construida según los planos de Claude Nicolas Ledoux

Alrededor de las Salinas Reales, Ledoux formalizó sus conceptos innovadores de un urbanismo y de una arquitectura destinada a buscar una sociedad mejor, de una Ciudad Ideal cargada de símbolos y de significados. Está considerado, con Étienne-Louis Boullée y sus proyectos de Cenotafio de Newton o de las basílicas, como uno de los precursores del utopismo. 
Desde 1775, Ledoux había presentado en Turgot los primeros bocetos de la villa de Chaux, en la cual la Salina Real debía formar su centro. El proyecto, constantemente perfeccionado, fue grabado a partir de 1780
Para Kaufmann, Ledoux fue más que un soñador sin remedio, le consideraba un buen arquitecto. Al igual que sucede con Boullée, nos enfrentamos a una arquitectura que aspira a la grandeza, introduciendo la geometría y buscando a la vez nuevas soluciones espaciales y ahí es en donde Ledoux fue un verdadero precursor del siglo XX, que se adelantó, sin duda, al futuro. Si bien Ledoux no sólo fue ridiculizado por sus ideas y diseños utópicos, no todo estaba en su contra, ya que tenía también admiradores.
Utopista radical de la arquitectura, fue profesor de la Real Escuela de Bellas Artes, creó un singular orden arquitectónico: una nueva columna que consiste en alternar piedras, una cilíndrica y otra cúbica superpuestas para lograr un efecto plástico. Esta época se caracteriza por una vuelta a lo antiguo, al despojamiento, al gusto por un estilo más "rústico".

## Arquitectura de la Ilustración
En la llamada época de la Ilustración (desde 1750) se trató de dar a la arquitectura una nueva identidad en el momento en que las revoluciones tanto social como industrial declaraban la pérdida de una identidad propia, ya que las nuevas construcciones de su época imitaban los estilos del pasado, esto se debió a que la ilustración buscaba educar, transmitir los conocimientos existentes de la época, combatir la ignorancia.
En arquitectura, esa educación, implicaba el conocimiento de las fuentes antiguas tales como Vitruvio, Palladio y Vignola, quienes se basaban en los principios griegos y romanos de la arquitectura. Se buscó dar un carácter más científico a las artes, los artistas fueron más técnicos que inventores, e imitadores más que creadores. Se consideraba al arte clásico como arte progresista, desprovisto de adornos sin sentido y buscaba las leyes inmutables, sin depender de las impresiones subjetivas e imperfectas del artista, a esta vuelta a los clásico, se le llamó neoclasicismo y es el estilo que representara este nuevo cambio de pensamiento. A su vez, al ser un periodo de muchos avances tecnológicos, fue un nuevo tipo de arquitectura ligada a la tecnología, es decir que a pesar de volver al pasado, se adaptó a los progresos de la época, se decía que «la arquitectura debe regenerarse mediante la geometría» (Fournay).
En ese momento la iglesia y el palacio dejan de ser los temas principales y surgen una serie de nuevos temas: museos, viviendas, teatros, fábricas, edificios de oficinas, universidades. Cada uno de estos aportó nuevos significados existenciales que pasaron a ser los principales temas de desarrollo de la arquitectura que conformaban el entorno humano. En estos nuevos edificios se empleó el hierro y el vidrio como nuevos medios expresivos en busca de caracteres y principios “verdaderos”; en este sentido, aparece el arquitecto francés Ledoux quien establece una conciliación entre la naturaleza y el hombre, dotando de significado los nuevos temas arquitectónicos tratando de liberarse de los estilos pasados. Hay un replanteamiento sobre los límites en que se mueve la representación arquitectónica.
Voltaire escribió: «no debemos apoyarnos en simples hipótesis, no debemos comenzar por la invención de principios con los que luego trataremos de explicar todo, debemos en cambio comenzar por el análisis exacto de los fenómenos que nos llaman la atención». Con esto se comprueba que el hombre del Siglo de las Luces ya no quería aceptar dogmas preestablecidos sino que los nuevos acontecimientos debían derivar de la experiencia, de la observación y del análisis, es decir, nuevos procesos conceptuales acordes con los tiempos vividos.
En esta época el hombre encontró un equilibrio existencial, se siente parte integral de la naturaleza al descubrir sus leyes, basadas en el desarrollo científico y tecnológico.
Piranesi demostró que para él la geometría euclidiana no constituía el único medio de expresión con sus reconstrucciones arquitectónicas del mundo clásico, que la arquitectura construye hipótesis más que ofrecer soluciones. Ante ello, nadie podía pretender que las hipótesis quedasen completamente resueltas y con estos pensamientos se le daba un carácter experimental a la arquitectura que no necesariamente tenía que ser construida en la realidad física ya que se había construido en la imaginación, que tendrá un papel vital en el progreso científico como fuente de innovación en un futuro tanto científico como artístico, estableciendo un nuevo lenguaje y métodos que se anticipaban a su época
Si bien Ledoux, no aspiraba a la viabilidad de sus proyectos tenía como objetivo final dar sus proyectos a la vida arquitectónica, anticipando lo que vendrá en el futuro. Su obra fue revalorizada por las nuevas generaciones de arquitectos quienes lo consideran un visionario del cubismo, el surrealismo y el postmodernismo, siendo ahora valorado como uno de los mejores arquitectos de su tiempo.

### Publicaciones
En 1804 se publicó un volumen que comprendía obras realizadas entre 1768 y 1789: «L'Architecture considérée sous le rapport de l'art, des mœurs et de la législation». (París, 1804, texto y 125 pl. gr. in-fol.; reed., 1847, sin texto, pero en 2 vol, de pl., bajo el título: l'Architecture de C.-N. Ledoux).

## Posteridad crítica
Cuando se publicaron en 1804, las planchas grabadas de Ledoux fueron admiradas por su calidad de ejecución, pero el texto que las acompañaba fue juzgado como delirante.
La obra de Ledoux ha sido revalorizada desde 1925. Reconocido como un visionario por el cubismo, el surrealismo o el postmodernismo, Ledoux es ahora considerado como uno de los mejores arquitectos de su tiempo.
Se ha hablado de un verdadero «mito Ledoux» como se refleja en las películas Pierre Kast ("La Morte saison des amours", 1952; "L'Architecte maudit", 1953) y su novela "Le Bonheur ou le pouvoir".
El bicentenario de la muerte de Claude-Nicolas Ledoux se celebró en 2006.

## Catálogo de obras
El sombreado tiene el siguiente significado:
| Alzado | Planta | Año       | Obra | Dirección                                                                           | Notas |
| ------ | ------ | --------- | --- | ----------------------------------------------------------------------------------- | --- |
|        |        | 1762      | Decoración del Café militar (o Café Godeau) | París, calle Saint-Honoré                                                           | Boiseries conservadas en el Museo Carnavalet                                                                                                |
|        |        | 1763-66   | Château de Mauperthuis, incluía una orangerie, faisanerie, capilla, pabellones de servicio, pabellones de los guardias y del conserje y la plantación del jardín. | Mauperthuis (actual departamento de Sena y Marne)                                   | Destruido. |
|        |        | 1764      | Pabellón de Hocquart (para el presidente Hocquart) | París, 66 rue de la Chaussée d'Antin y rue de Saint-Lazare.                         | Destruido. |
|        |        | 1764-1765 | Château de Montfermeil (reconstrucción, para el presidente Hocquart) | Seine-Saint-Denis                                                                   | Destruido. |
|        |        | 1764-1767 | Trabajos para el servicio de Aguas y Bosques: puente de Marac, puente Prégibert en Rolampont; iglesias de la Asunción en Fouvent-le-Haut, de Roche-et-Raucourt-sur-Vannon, de Saint-Pierre-Aux-Liens en Rolampont, de Saint-Barthélémy en Cruzy-le-Châtel y el coro de Saint-Étienne de Auxerre. |                                                                                     | |
|        |        | 1765      | Castillo de Brienon-L'Archevêque, para el cardenal Luynes (Yonne) |                                                                                     | |
|        |        | 1765      | Abadía de Escharlys, Villefranche-Saint-Phal (Yonne), claustro y coro |                                                                                     | |
|        |        | 1765      | Proyecto de coro y tribuna para la catedral de Auxerre. |                                                                                     | |
|        |        | 1766      | Hôtel d'Hallwyll | París, calle Michel-le-Comte, 28 y calle de Montmorency, 15.                        | Es la única construcción privada de Ledoux que subsiste en la capital.                                                                      |
|        |        | 1766      | Apartamento en la plaza Vendôme, para el barón Crozat de Thiers. |                                                                                     | |
|        |        | 1766      | Casa Foucault, calle Basse-de-rempart, para la marquesa de Foucault |                                                                                     | |
|        |        | 1767-1768 | Hôtel d'Uzès | París, rue Montmartre                                                               | Destruido hacia 1870: las boiseries du salon de compagnie se conservan desde 1968 en el Museo Carnavalet.                                   |
|        |        | 1768-1770 | Château de Bénouville | Bénouville, Calvados (cerca de Caen)                                                | Propiedad del consejo general de Calvados, alberga hoy la chambre régionale des comptes.                                                    |
|        |        | 1769      | Hôtel Gourgues, para Mme. Gourges, hermana del presidente Chrétien-François II de Lamoignon. | París, 53 rue Saint-Dominique, París                                                | Reconstruido |
|        |        | 1770-1772 | Maison de Mlle. Guimard | París, Chaussée d'Antin                                                             | Destruido |
|        |        | 1769-1770 | Pabellón de Saint-Germain, para Mlle. Louise Tirmant de Saint-Germain. | París, rue Saint-Lazare.                                                            | Destruido |
|        |        | 1769-1772 | Hôtel de Montmorency | París, ángulo de la rue de la chaussée d'Antin y del actual boulevard des Capucines | Destruido): Les boiseries du salon circulaire se conservan el Museum of Fine Arts de Boston.                                                |
|        |        | 1770      | Pabellón de Saint-Lambert | Eaubonne, en la propiedad de Joseph-Florent Le Normand de ezières.                  | Destruido |
|        |        | 1770-1771 | Pabellón de música de Madame du Barry | Louveciennes                                                                        | Subsiste, pero muy alterado: ha sido desplazado y sobreelevado un piso en los años 1930 por Charles Mewès para el perfumista François Coty) |
|        |        | 1771      | Hôtel Tabary, para Pierre René de Tabary | París, faubourg-Poissonnière                                                        | |
|        |        | 1772      | Hôtel des Equipages, para Mme. Du Barry | Versailles                                                                          | Hoy, propiedad de la Caserne de Noailles.                                                                                                   |
|        |        | 1774-1779 | Salina real de Arc-et-Senans |                                                                                     | Subsiste parcialmente. Clasificado como monumento histórico y en la patrimoine mondial de la UNESCO en 1982)                                |
|        |        | 1778-1784 | Teatro de Besançon | Besançon                                                                            | El interior, destruido por el fuego en abril de 1958, no ha sido reconstruido, alterando totalmente el proyecto original                    |
|        |        | 1778-1781 | Hôtel Thélusson | París, rue de Provence                                                              | Destruido en 1826 cuando fue prolongada la rue Laffitte)                                                                                    |
|        |        | 1780      | Pabellón de Attilly (de Jarnac) | París, Calle del Faubourg Poissonnière                                              | Destruido |
|        |        | 1780      | Hôtel de Mme. d'Espinchal | París, rue des Petites-Écuries                                                      | Destruido |
|        |        | 1780      | Proyecto de Casa de M. de Witt | —                                                                                   | — |
|        |        |           | Parque de Bourneville | La Ferté-Milon (Aisne)                                                              | |
|        |        |           | Granero de sal de Compiègne | Compiègne, (Oise)                                                                   | Existe |
|        |        | 1783      | Sede de la Ferme générale | París, rue du Bouloi                                                                | Solo iniciado |
|        |        | 1784-1786 | Proyectos de Palacio de Justicia y prisión para Aix-en Provence | -                                                                                   | |
|        |        | 1785-1789 | Pabellones y barreras del Octroi de Paris | París                                                                               | Existen solo algunas (ver Enceinte des Fermiers généraux)                                                                                   |
|        |        | 1792      | Maison Hosten | París, calle Saint-Georges                                                          | |
|        |        | 1792      | Proyecto de «immeuble-loyer» | —                                                                                   | — |
|        |        | 1806      | Château de la Bien-Assise de Guînes | Guînes, Pas-de-Calais                                                               | Existe |

### Proyectos
Entre sus otras concepciones «visionnaires»:

Proyecto de villa de Chaux, alrededor de la Salina real de Arc-et-Senans, publicado en 1804 (Plan del conjunto)
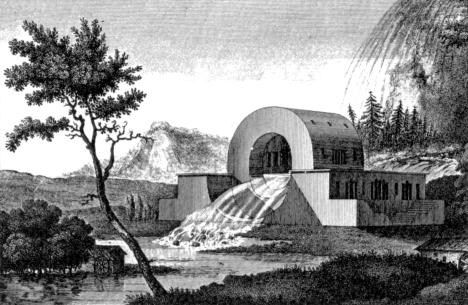
Maison de surveillants de la source de la Loue
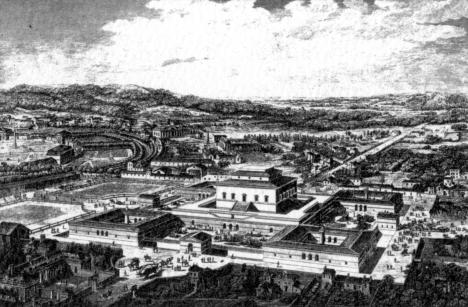
Mercado
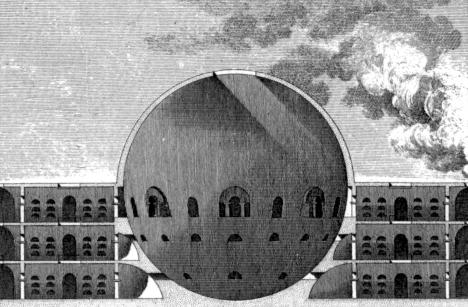
Cementerio
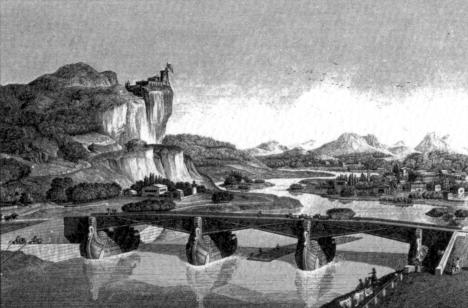
Puente
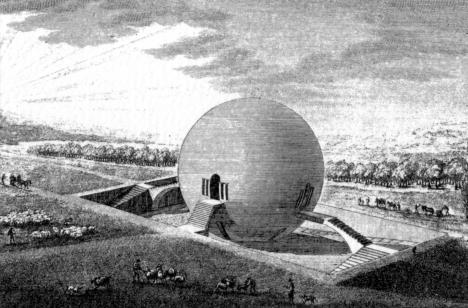
Casa del jardinero

La villa idéale de Chaux
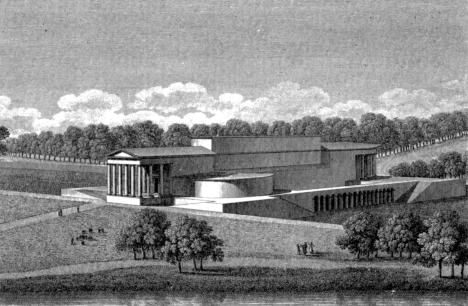
«Oikema» ou proyecto de maison de plaisir (alzado)
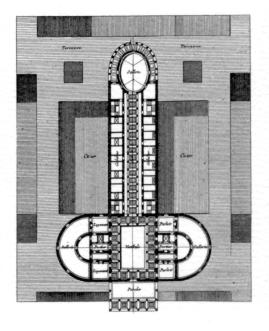
«Oikema» ou proyecto de maison de plaisir (planta)

Edificios públicos
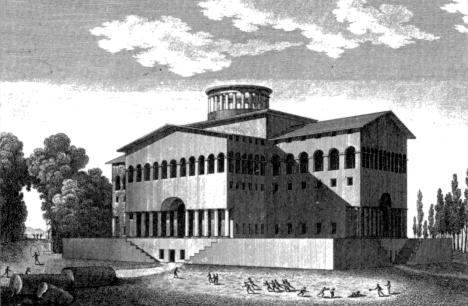
Proyecto d'école (alzado)
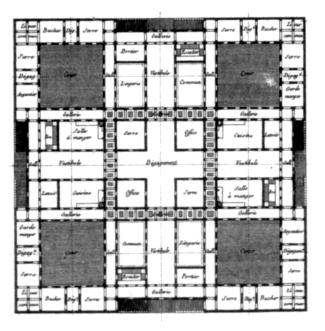
Proyecto d'école (planta)
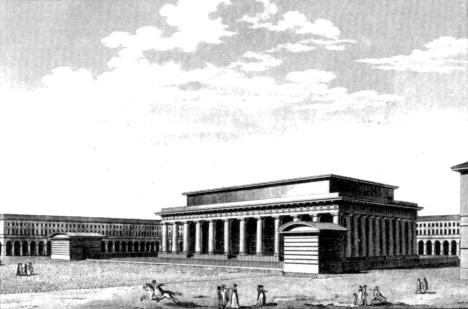

Establecimientos comerciales y diversos
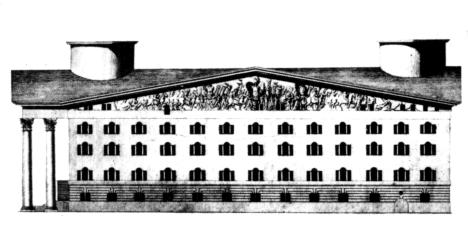
Château pour le Landgrave de Hesse-Cassel (proyecto)
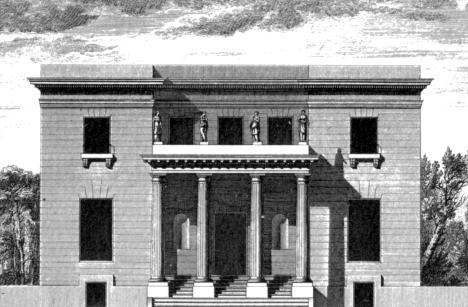
Proyecto d'hôtel particulier (alzado)
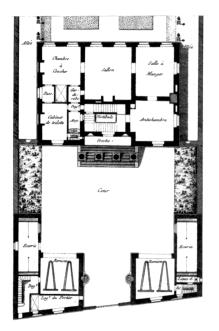
Proyecto d'hôtel particulier (planta)
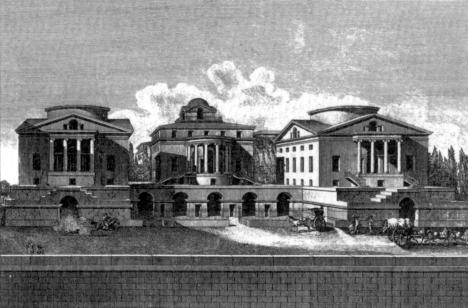
Immeuble Saisseval – Proyecto.
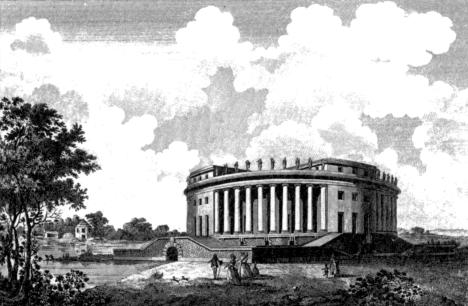
Proyecto de maison de campagne (alzado)
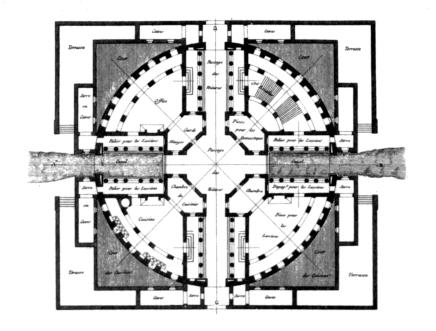
Proyecto de maison de campagne (planta)
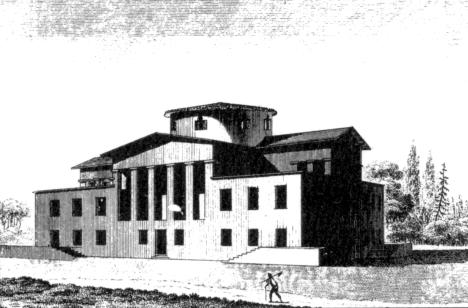
Proyecto de maison de campagne (alzado)
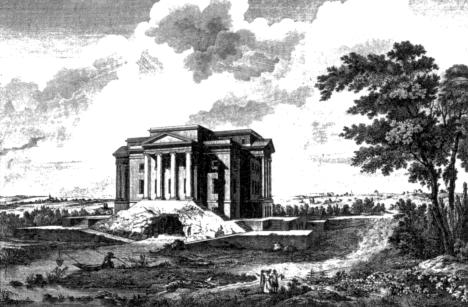
Proyecto de maison de campagne (alzado)
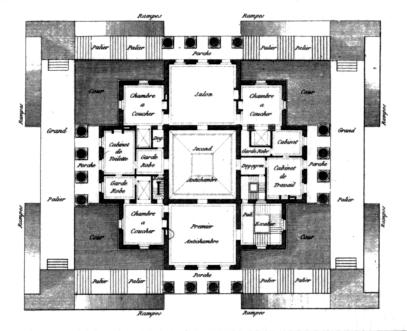
Proyecto de maison de campagne (planta)
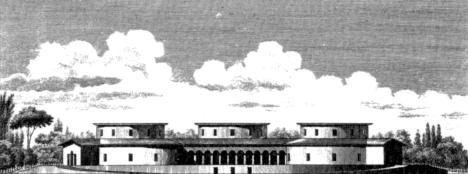
Proyecto de guinguette Faubourg Saint-Marceau (alzado)
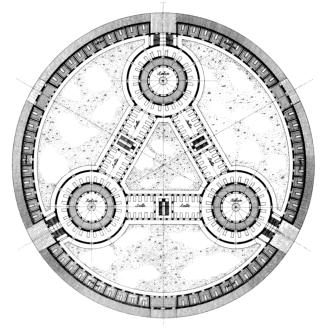
Proyecto de guinguette Faubourg Saint-Marceau (planta)
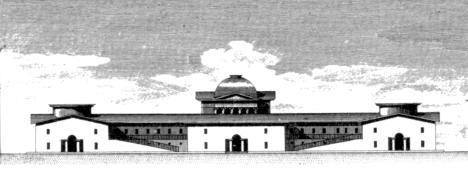
Proyecto de guinguette Faubourg Poissonnière (alzado)
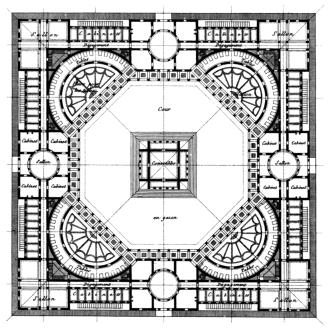
Proyecto de guinguette Faubourg Poissonnière (planta)
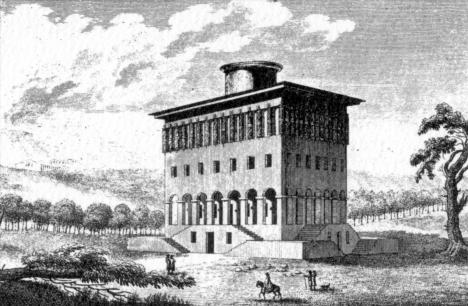
Proyecto de cercle (alzado)
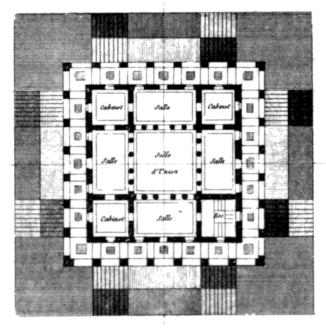
Proyecto de cercle (planta)
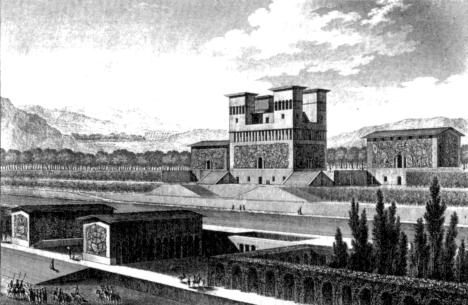
Proyecto de rendez-vous de chasse
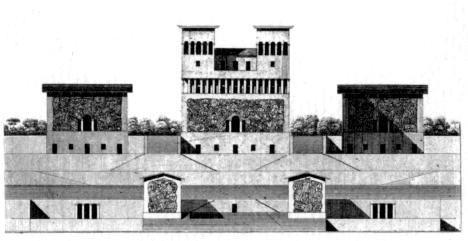
Proyecto de rendez-vous de chasse
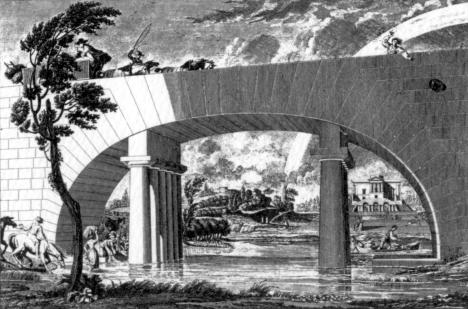